# Verblendsteinwerk C. G. Matthes & Sohn

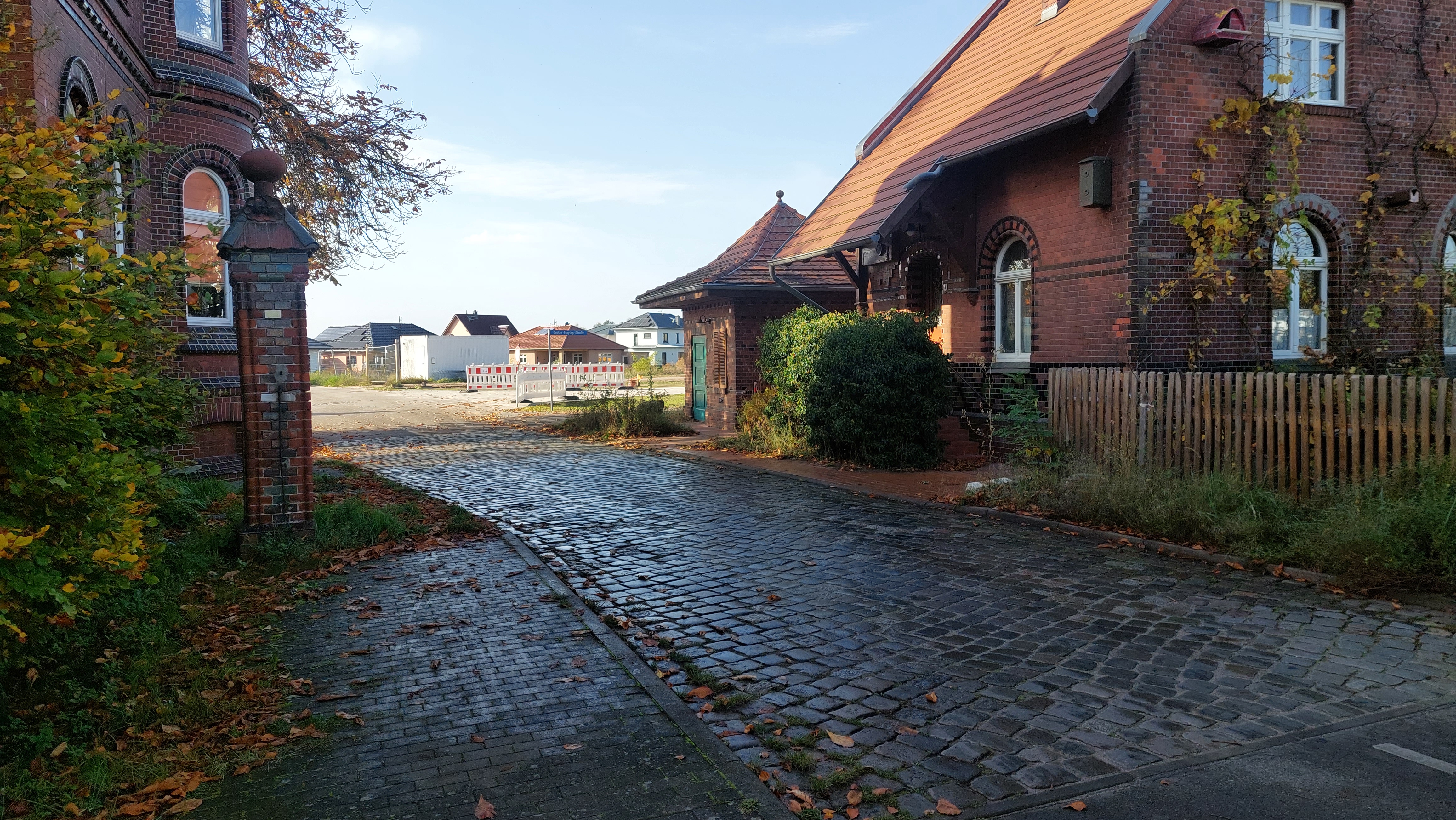
Zufahrt zum ehemaligen Ziegeleigelände

Das Verblendsteinwerk C. G. Matthes & Sohn war ein Hersteller von Verblender-Ziegeln mit Sitz an der Herrenlanke im Süden der Stadt Rathenow im heutigen brandenburgischen Landkreis Havelland. Das Verwaltungsgebäude, ein Wohnhaus, ein Sozialgebäude sowie das Pförtnerhaus der ehemaligen Ziegelei in der Gustav-Freytag-Straße sind erhalten und stehen unter Denkmalschutz. Die Gebäudegruppe gilt als eine der wenigen erhaltenen Anlagen der ursprünglich dutzenden Ziegeleibetriebe im Westhavelland.

## Lage
Das Werk befand sich im Süden der Stadt Rathenow an der sogenannten Herrenlanke, einer kurzen Ausbuchtung der Havel. Die heute noch bestehenden, denkmalgeschützten Gebäude der Ziegelei befinden sich am westlichen Ende der Gustav-Freytag-Straße, die wiederum von der Milower Landstraße (Bundesstraße 102) abgeht. Das brachliegende, restliche Gelände der Ziegelei wurde seit etwa 2006 laufend mit Einfamilienhäusern bebaut.

## Geschichte

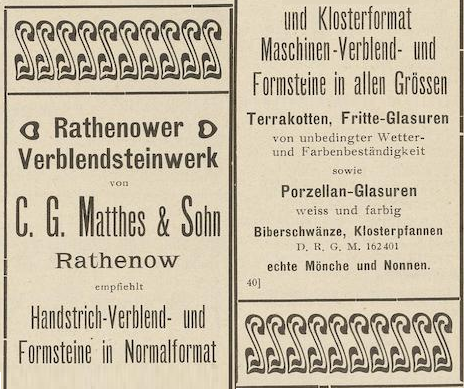
Werbeanzeige (1905)

Die Werke wurden von Carl Gustav Matthes (1830–1914), ursprünglich Buchhändler und später Buchbindermeister sowie Druckereibesitzer, dem Optiker Wilhelm Seeger und dem Ökonomen Carl August Wilhelm Max Lisdorff gegründet. Die Eintragung erfolgte am 20. März 1865 unter dem Firmennamen Lisdorff, Matthes et Seeger. Bereits mit Wirkung vom 1. Januar 1866 trat Lisdorff aus der Gesellschaft aus. Am 16. Juli 1866 trat Seeger aus dem Unternehmen aus, sodass Matthes alleiniger Vertreter des Geschäfts wurde. Seeger gestattete Matthes, das Geschäft alleine unter dem Namen Matthes u. Seeger weiterzuführen. Matthes ist in einem Adressbuch zudem als Mitinhaber einer 1883 gegründeten Leimfabrik verzeichnet, gemeinsam mit einem Herrn G. Fischribbe.
1890 wurde das gesamte Gebiet um den südlich von Rathenow gelegenen Ziegeleibetrieb offiziell Carlsheim benannt – nach Carl Gustav Matthes, der sich inzwischen auch als Stadtrat einen Namen gemacht hatte. Dazu heißt es im Amtsblatt des damals zuständigen Regierungsbezirks Potsdam mit Wirkung vom 9. April 1890: „Dem auf der Feldmark Rathenow 1560 m südlich vom Kirchthurm, 660 m südwestlich vom Kreuzpunkt der Rathenow-Milower Chausee mit der Berlin-Lehrter Eisenbahn an der „Herrenlanke“ genannten Havelbucht gelegene Ausbau, bestehend aus einem dem Stadtrath Matthes gehörigen Ziegelei nebst Wohnhaus, sowie einer der Firma Fischribbe & Matthes gehörigen Leimfabrik ist der Name Carlsheim beigelegt worden.“ Der Name wird heute nicht mehr verwendet.
Im Jahr 1895 wurde Matthes’ Sohn, der 1857 geborene Karl Gustav Hermann Matthes, Teilhaber des Unternehmens. Seitdem firmierte das Unternehmen unter dem Namen C. G. Matthes & Sohn. 1897 wurde der Ziegeleibetrieb erweitert. Neben mehreren Muffelöfen entstand ein weiterer Ringofen sowie ein Trockenhaus. 1910 brach ein Brand auf dem Gelände der Ziegelei aus, der wohl zahlreiche Gebäude zerstörte. Der Betrieb wurde moderner wieder aufgebaut, später eine Ziegelei in Bützer übernommen.
1914 starb Carl Gustav Matthes, sodass sein Sohn alleiniger Besitzer des Betriebs wurde. Spätestens mit Beginn des Ersten Weltkriegs zeichnete sich jedoch der Niedergang der Rathenower Ziegelindustrie ab. Die nutzbaren Tonvorkommen in der näheren Umgebung waren ausgeschöpft, sodass aus immer größerer Entfernung (z. B. aus Havelberg) Ziegelerde herangeschifft werden musste, was zusätzliche Kosten verursachte. Während des Ersten Weltkriegs mangelte es nicht nur an Nachfrage, sondern auch an Brennstoff und Arbeitskräften. Auch die in Rathenow heranwachsende optische Industrie machte der Ziegelindustrie Konkurrenz, da dort bessere Arbeitsbedingungen herrschten. Nach dem Ersten Weltkrieg wurde die Ziegelproduktion an der Herrenlanke nicht wieder aufgenommen.
1919 wurde das Werksgelände verkauft. In den 1920er-Jahren wurde der Betrieb – wie fast alle Rathenower Ziegeleien – wohl endgültig geschlossen und zum größten Teil abgebrochen.

## Produkte

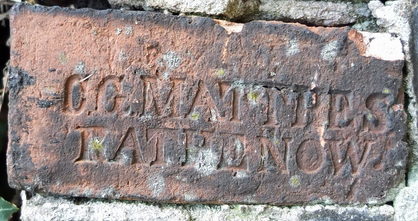
Mauerziegel mit Ziegelstempel

Das Werk stellte neben herkömmlichen Mauerziegeln im Normalformat und Klosterformat auch diverse Formsteine, Terrakotten, glasierte Ziegel sowie Dachziegel, z. B. Mönch und Nonne und Biberschwanzziegel her. In der Regel war auf den Formsteinen eine Kombination aus Buchstaben und Zahlen eingeritzt, eine Art Katalognummer. Diese ermöglichte es den Bauherren, bei der Ziegelei unkompliziert spezielle Ziegel nachzubestellen. Auch wurden historische Steine (z. B. Maßwerk), die für die Instandhaltung historischer Gebäude dringend benötigt wurden, mit Gipsformen repliziert. Auch für Neubauten wurden gegebenenfalls neue Formen angefertigt. Gemäß der Detailzeichnungen des Architekten und unter Berücksichtigung der Schwindung beim Trocknen und Brennen der Rohlinge wurden neue Formen angefertigt und Ziegel in der gewünschten Menge hergestellt. Einfache Mauerziegel wurden teilweise mit einem Ziegelstempel mit Angabe des Namens C. G. Matthes sowie dem Produktionsort Rathenow versehen, so wie bei den meisten Ziegeleien im Rathenower Raum üblich (siehe auch Liste Rathenower Ziegelstempel).

Auszug aus einem Katalog des Werks
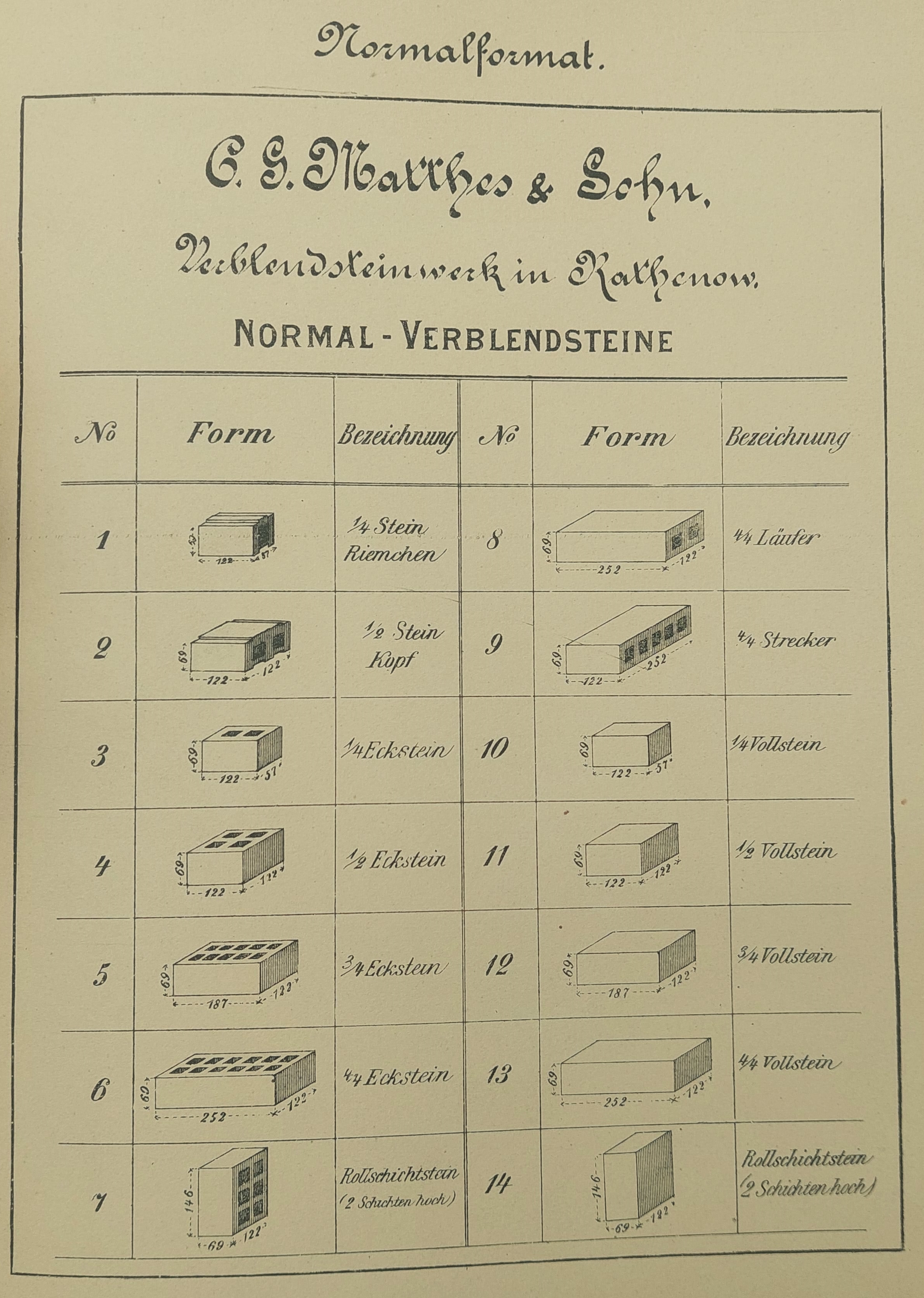
Tabelle von Verblendsteinen NF
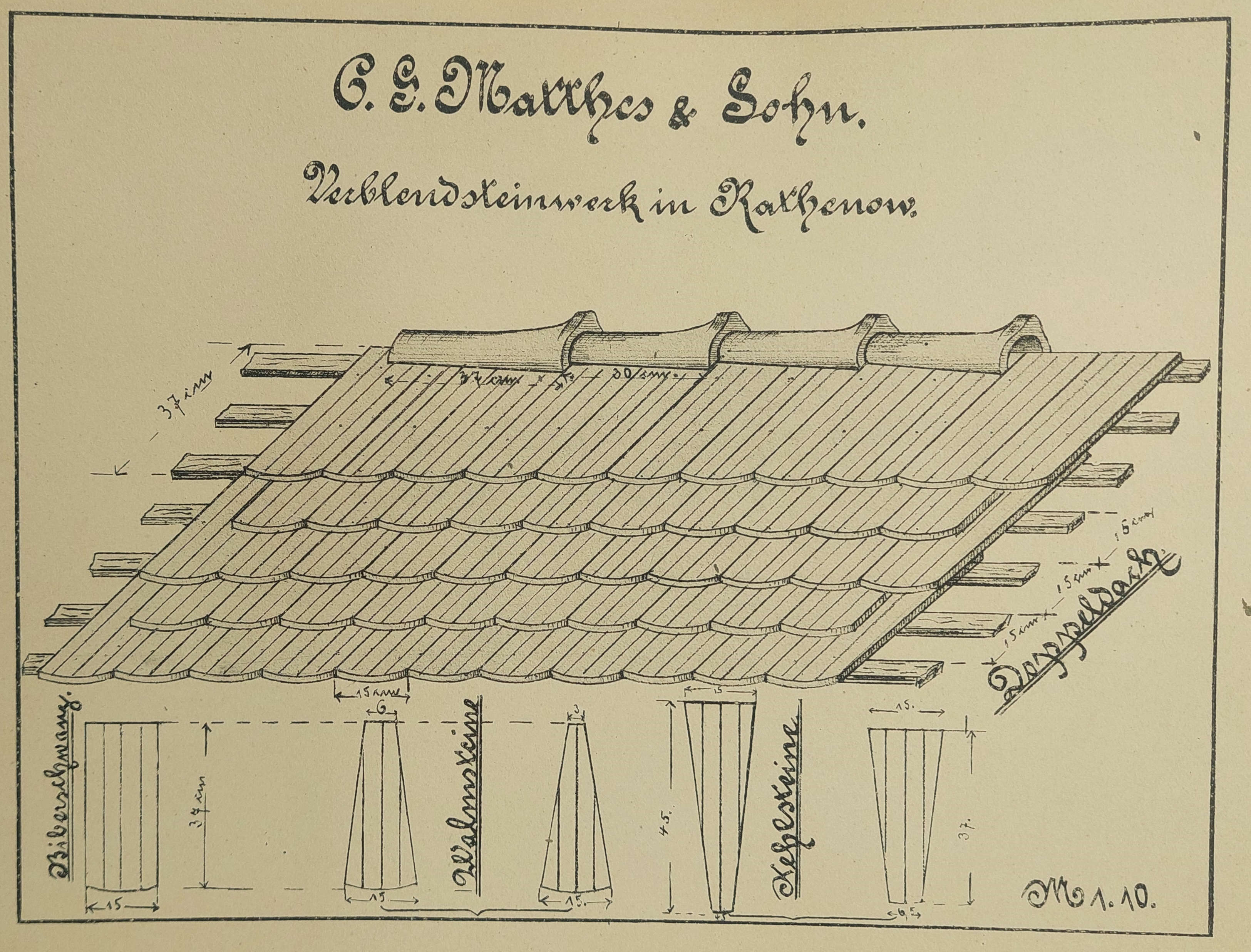
Dacheindeckung aus Biberschwanzziegeln
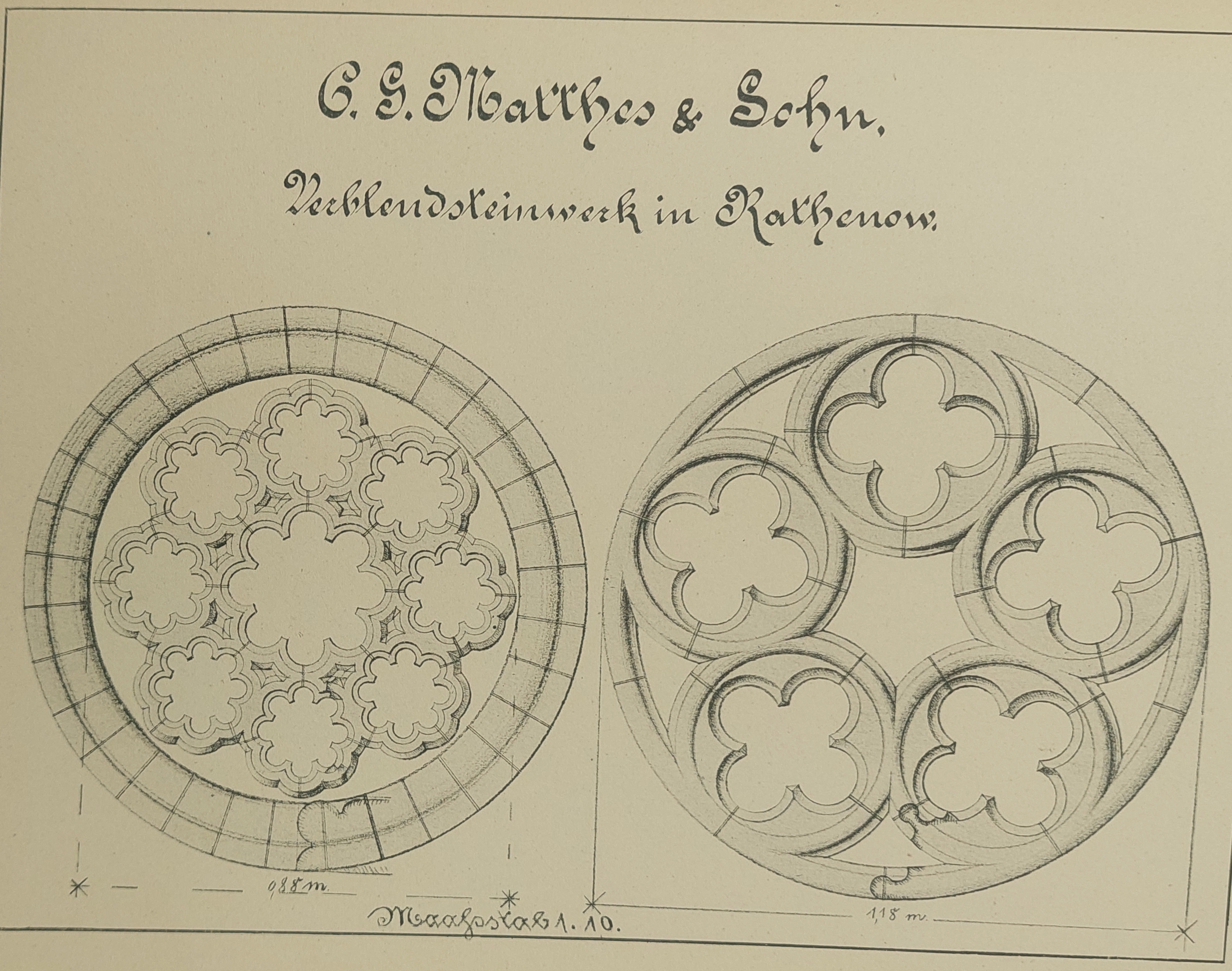
Gotisches Maßwerk
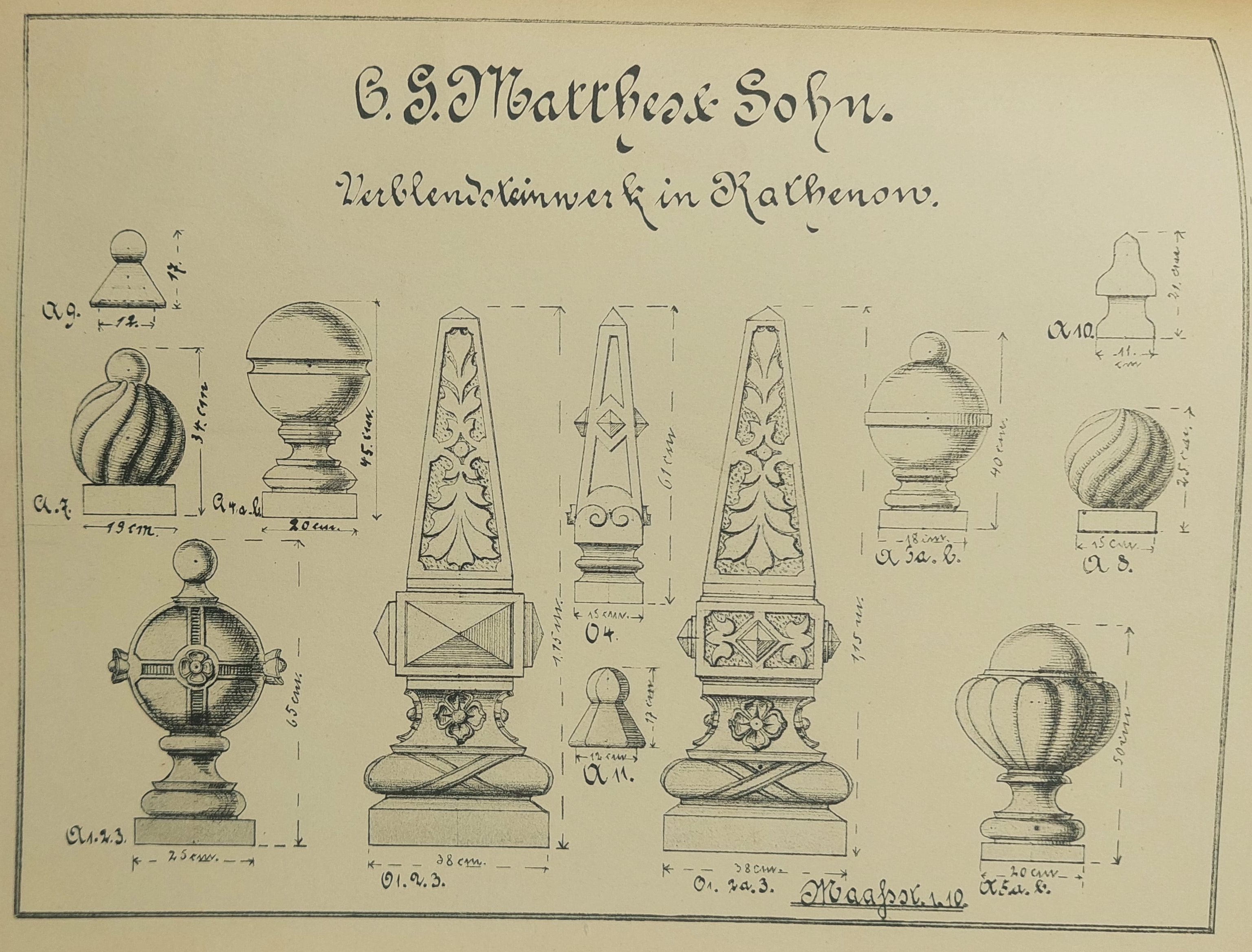
Terrakotta
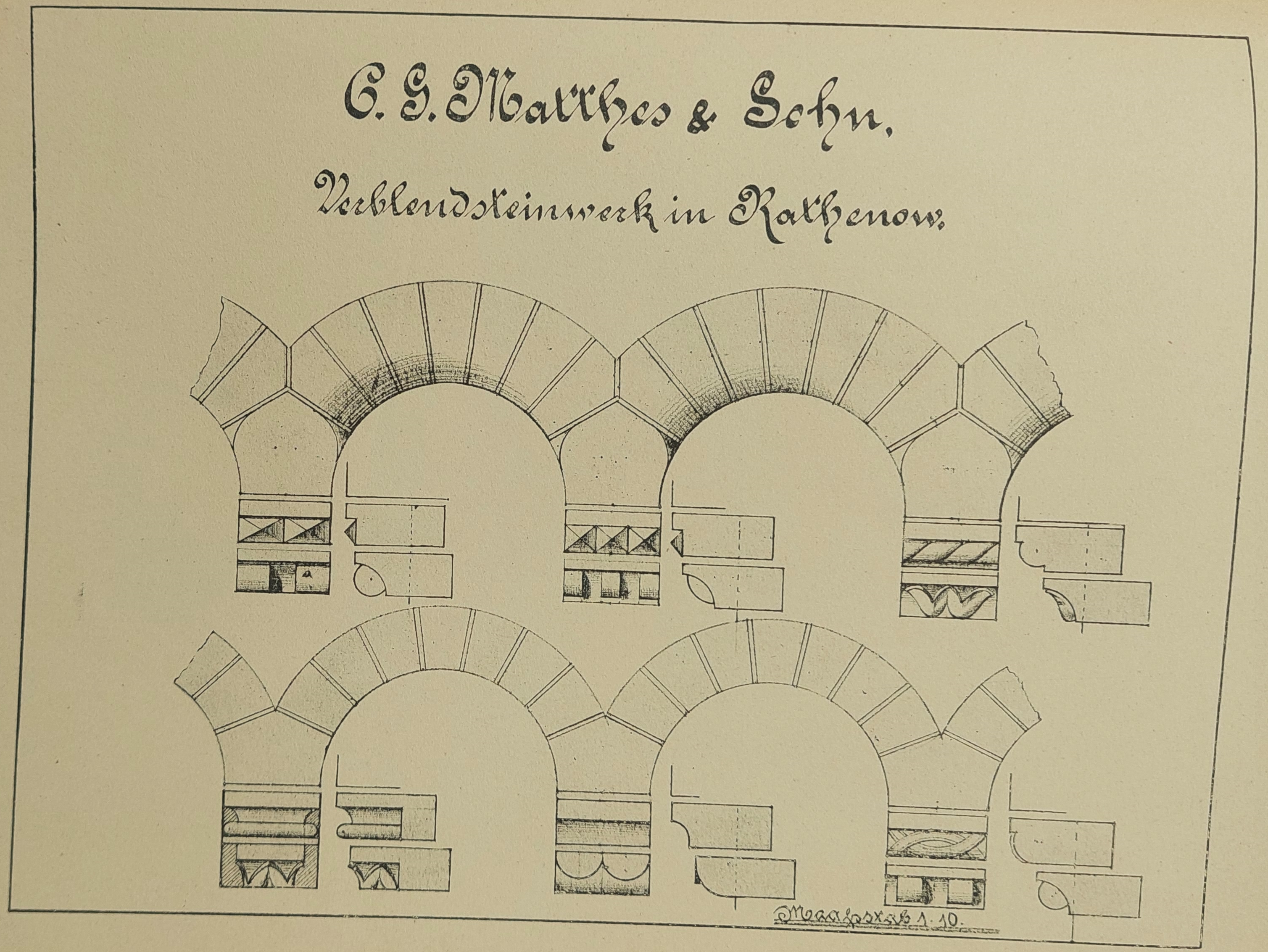
Formsteine

Die Ziegelei lieferte Ziegel für zahlreiche bedeutende Bauwerke in Rathenow, im Land Brandenburg, Berlin und sogar bis in die über 200 Kilometer entfernten Städte Hamburg und Stettin. Eine Auswahl der Bauwerke, bei denen Produkte von C. G. Matthes & Sohn Verwendung fanden, ist in einem Katalog des Unternehmens angegeben. Darunter befinden sich auch viele bedeutende, bis heute bestehende Gebäude:
- Oberbaumbrücke in Berlin Friedrichshain-Kreuzberg (1894–1896) – Handstrichziegel im Klosterformat
- Pestalozzi-Fröbel-Haus in Berlin-Schöneberg (1896) – Handstrich-Verblendsteine im Normalformat
- Markuskirche in Hamburg-Hoheluft-Ost (1895/96–1899) – Maschinensteine im Normalformat
- Grunewaldturm (ehemals Kaiserturm) in Berlin-Wannsee (1897–1898) – Handstrichziegel im Klosterformat.
- Hauptpost in Frankfurt (Oder) (1899–1902) – Handstrichziegel im Klosterformat
- Kriegsschule in Potsdam (1899–1902) – Handstrich-Verblendsteine im Klosterformat
- Bethanienkirche in Berlin-Weißensee (1900–1902) – Handstrich-Verblendsteine im Klosterformat
- Rathaus Schmargendorf in Berlin-Schmargendorf (1900–1902) – Handstrich-Verblendsteine im Klosterformat
- Posthaus, Tempelhofer Ufer 1 in Berlin-Kreuzberg (1900–1901) – Handstrich-Verblendsteine im Klosterformat
- Christophoruskirche in Berlin-Friedrichshagen (1901–1903) – Maschinen-Verblendsteine, Form- und Glasursteine
- Kapernaumkirche in Berlin-Wedding (1901) – Handstrichziegel im Klosterformat
- Rathaus Wannsee in Berlin-Wannsee (1901) – Maschinensteine im Normalformat
- XIII. Realschule in Berlin-Hansaviertel (heute Menzel-Oberschule) – Maschinensteine im Normalformat
- Botanischer Garten in Berlin-Lichterfelde, Wohnhaus des Direktors und Wohnhaus des Garten-Inspektors – Handstrich-Verblendsteine im Normalformat
- Staatsarchiv Stettin – Maschinensteine im Normalformat
- Kreishaus und Bismarckturm in Rathenow
- 234. und 253. Gemeinde-Schule und Schule für gewerbliche Zwecke in Berlin-Friedrichshain (heute Jane-Addams-Schule) – Handstrich-Verblendsteine im Normalformat

## Relikte des Werks

### Denkmalgeschützte Bauten
Unter Denkmalschutz stehen das Verwaltungsgebäude, ein Wohnhaus, ein Sozialgebäude, das Pförtnerhaus sowie ein Pfeiler in der Zufahrt des Geländes. Die Gebäude, die zu Wohnzwecken genutzt werden, sind aus roten Ziegeln errichtet und mit Satteldächern bedeckt. An den Fensteröffnungen kamen zum Teil glasierte Ziegel zum Einsatz, möglicherweise Fabrikate der Ziegelei. Die Gebäudegruppe gehört zu den wenigen verbleibenden Relikten der einst florierenden Ziegelindustrie im Westhavelland.

Aufnahmen der erhaltenen Gebäude
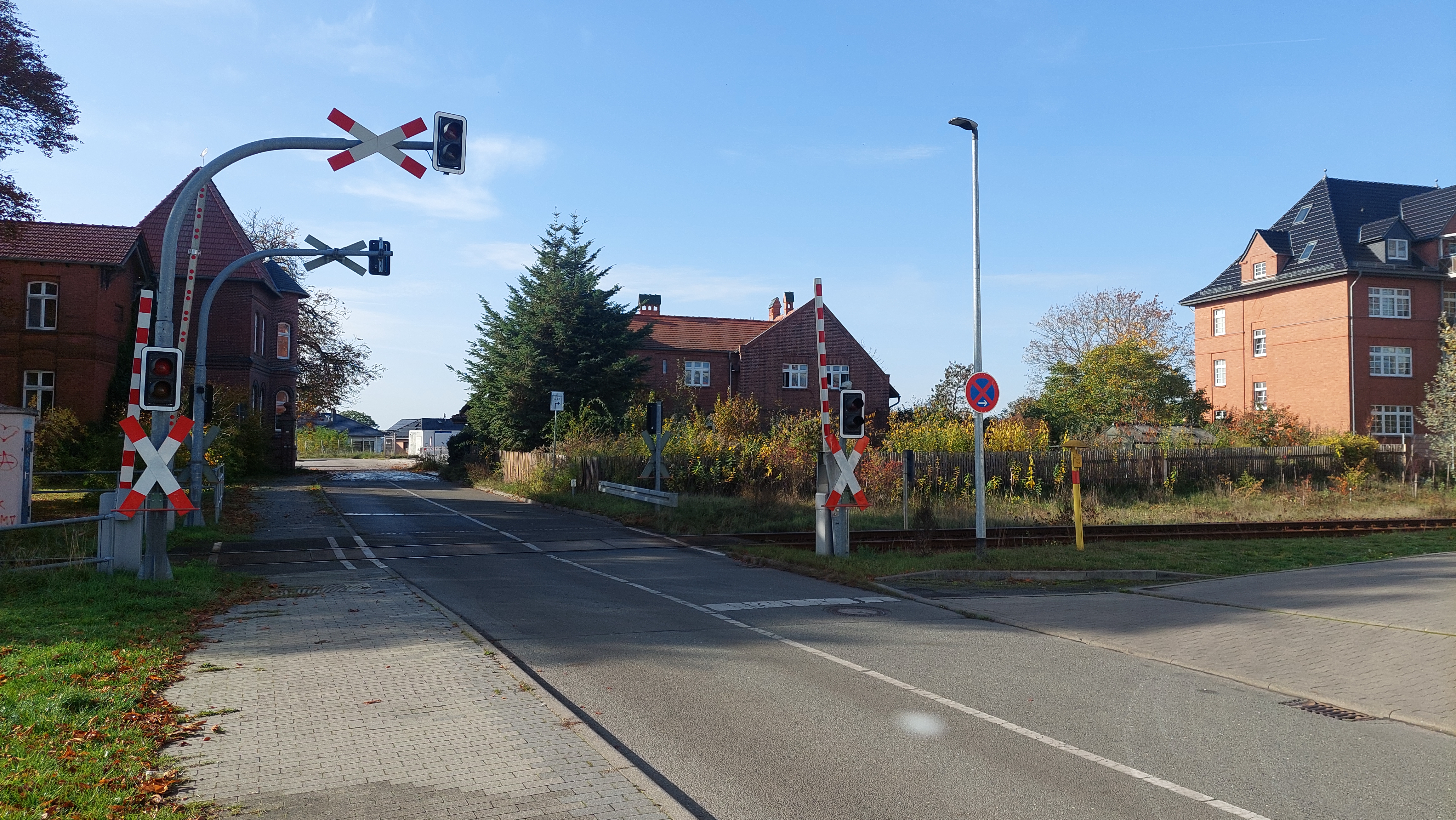
Zufahrtsstraße
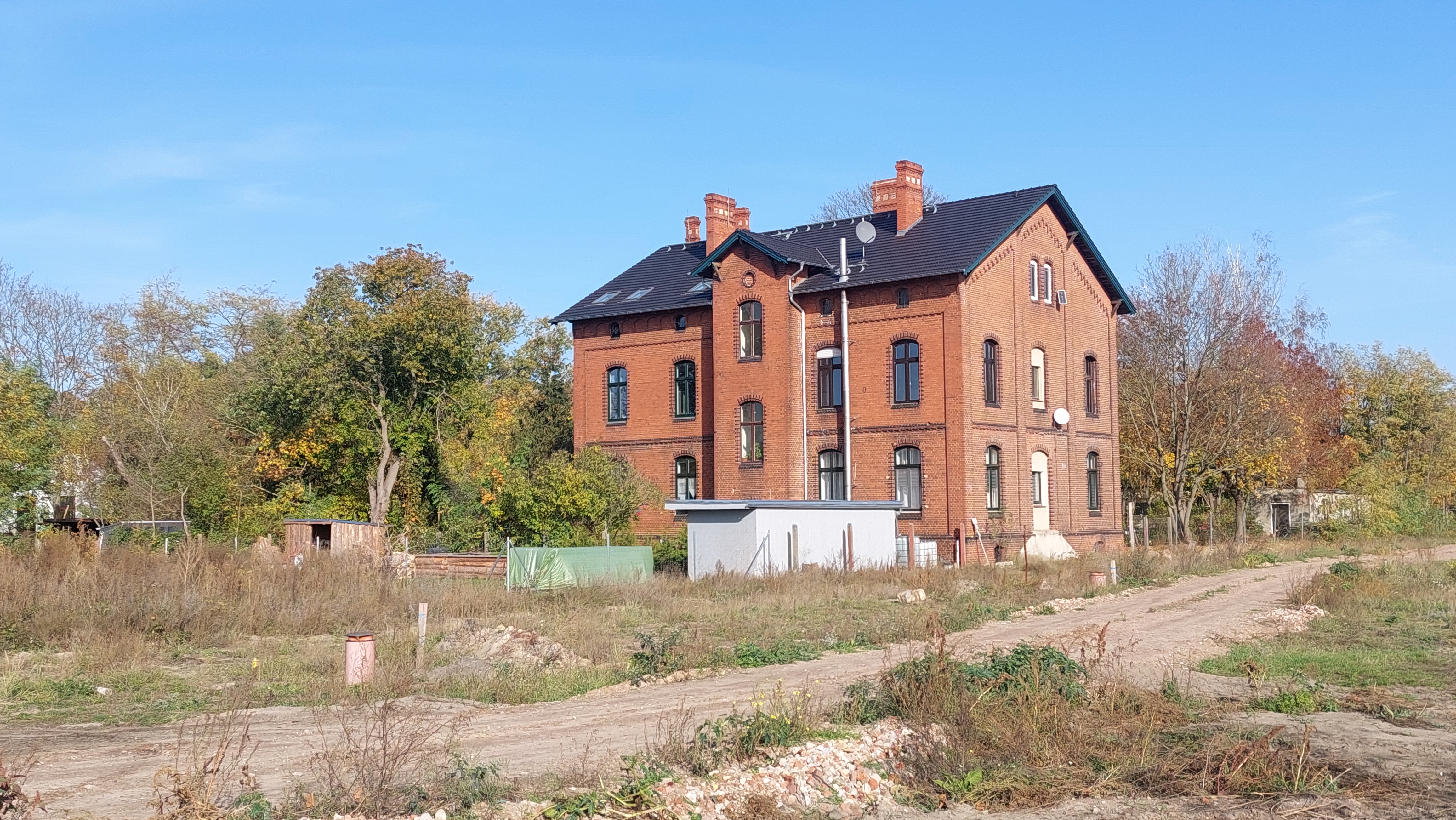
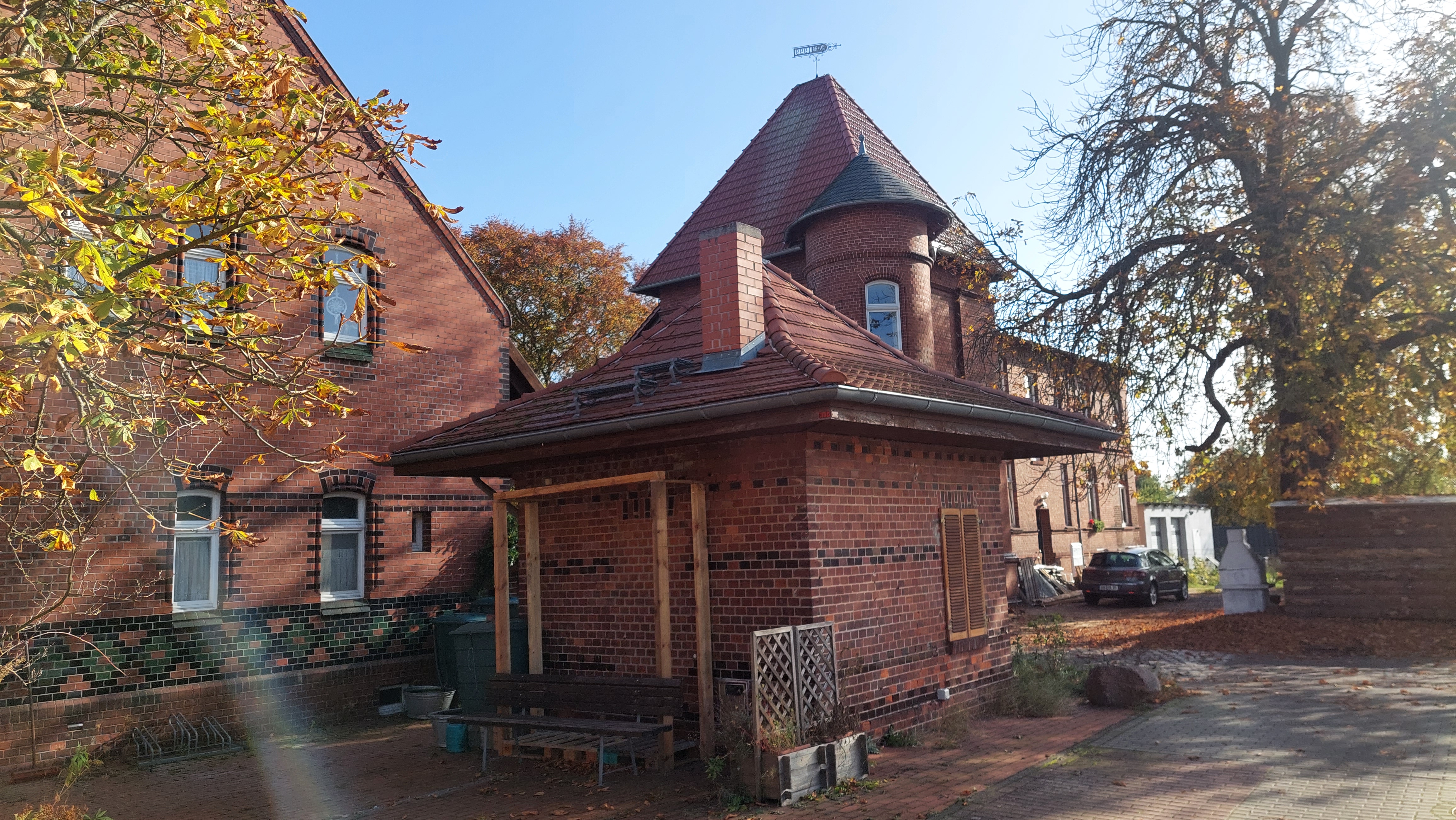
Pförtnerhaus
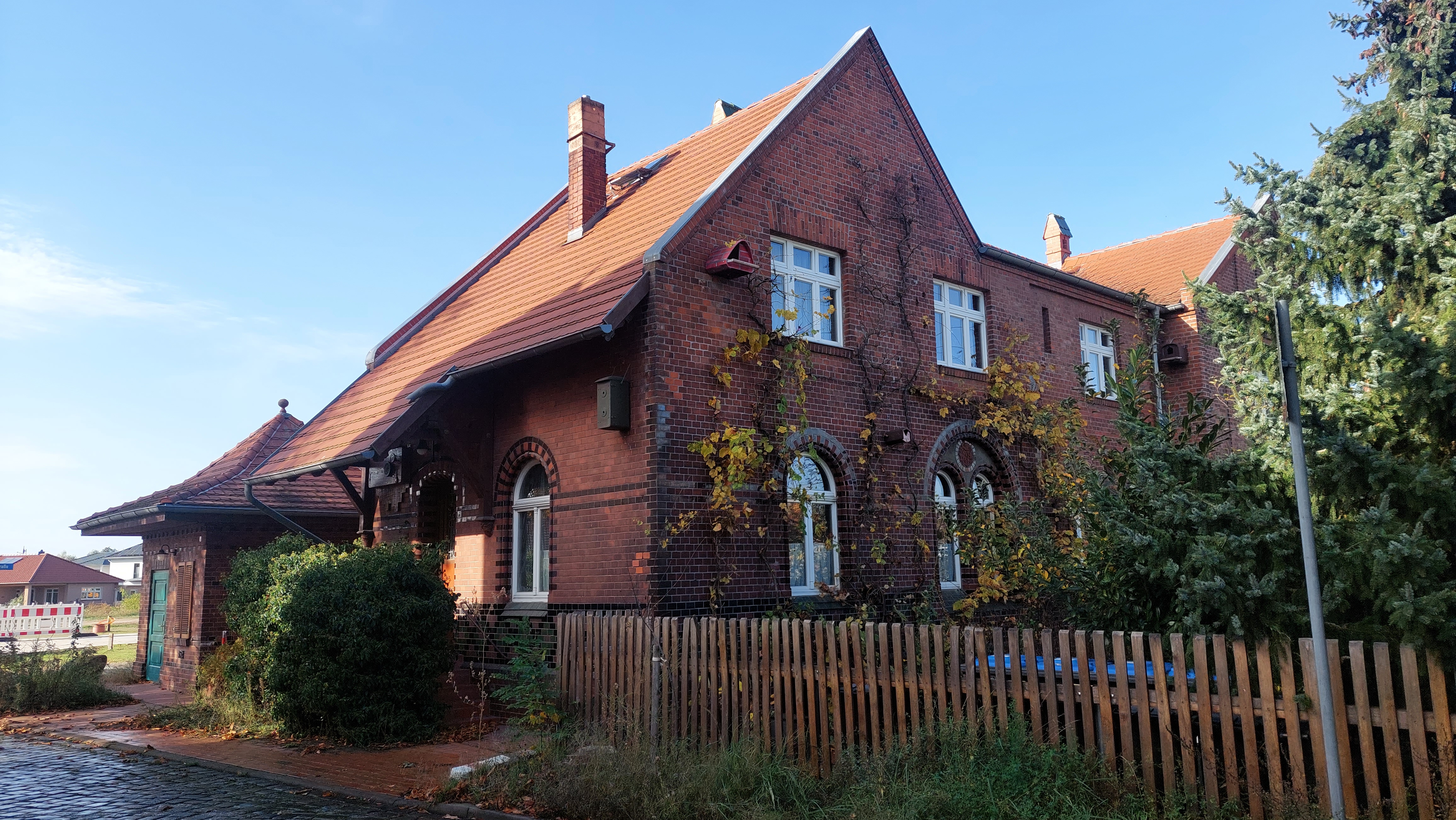

### Grabmal der Familie Matthes

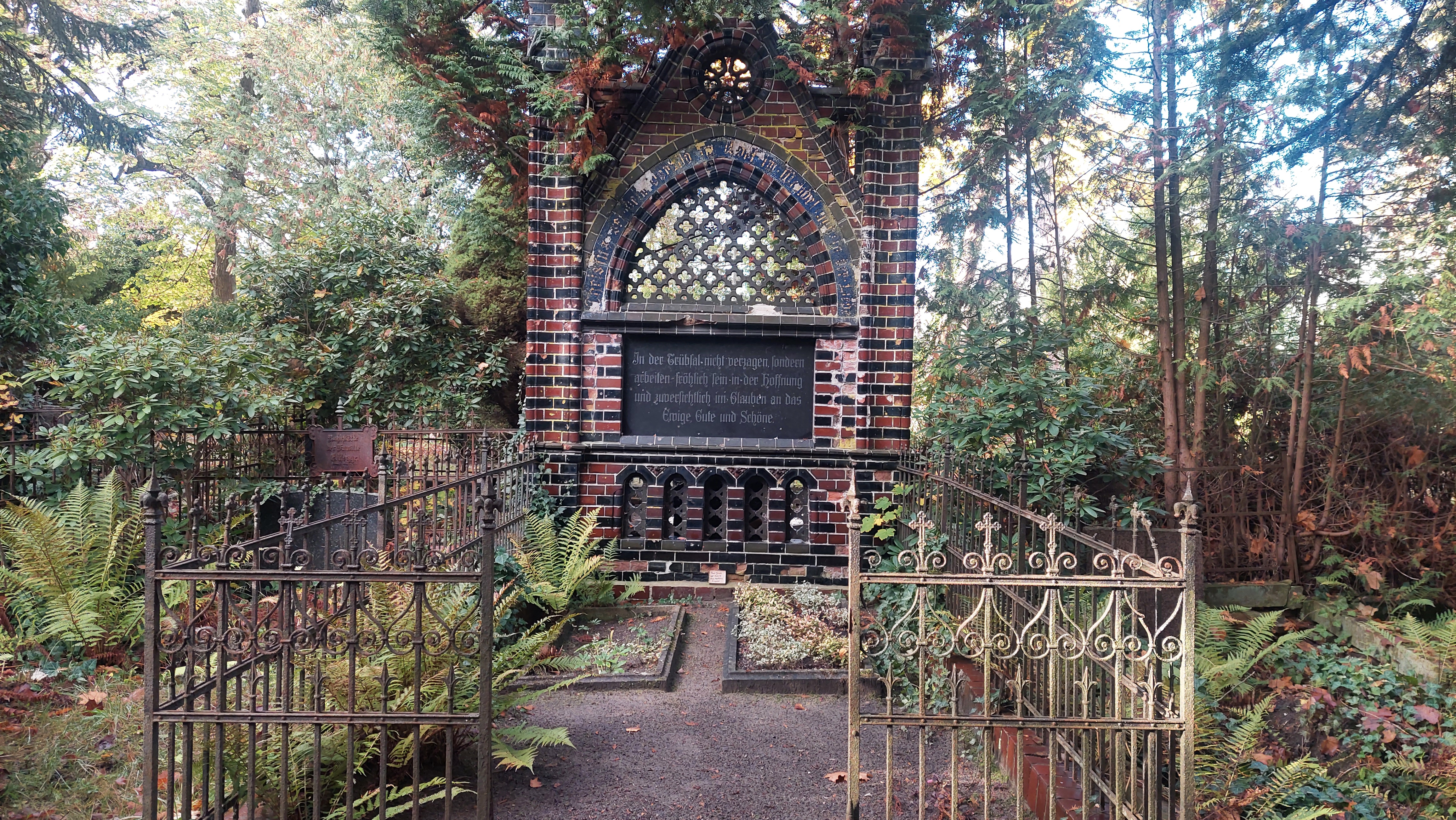
Grabstelle auf dem Städtischen Friedhof

Auf dem Städtischen Friedhof am Weinberg in Rathenow ist die Grabstelle der Familie Matthes erhalten. Diese muss wohl im Jahre 1909 angelegt worden sein, in dem Carl Gustav Matthes’ zweite Frau sowie sein erst neun Jahre alter Enkel verstarben. Die Grabstätte liegt etwas abseits rechts des Weges, der vom Hauptzugang auf die Auferstehungskirche zuführt. Das Grabmal besteht aus verschiedenen, zum Teil glasierten Ziegeln und Formsteinen, die vermutlich aus der Matthes-Fabrik stammen.

## Belege
1. 1 2  Stadt Rathenow Bebauungsplan Nr. 33 "Herrenlanke" – Begründung – August 2005 (PDF; 1,2 MB), S. 8–9, veröffentlicht im Amtsblatt Nr. 05/2006 vom 12. Juni 2006, abgerufen am 29. Oktober 2022
2. ↑  Königlich Preußischer Staats-Anzeiger 1866, vom Januar bis Ende Juli, S. 136
3. ↑  Adreßbuch und Warenverzeichnis der chemischen Industrie des Deutschen Reichs, 1888, Band 1, S. 68
4. ↑  Amtsblatt der königlichen Regierung zu Potsdam und der Stadt Berlin Jahrgang 1890 Stück 16, S. 153
5. ↑  Thonindustrie-Zeitung Chemisches Laboratorium für Tonindustrie Seger & Cramer (Hrsg.), Jahrgang 1895, S. 334
6. ↑  Thonindustrie-Zeitung Chemisches Laboratorium für Tonindustrie Seger & Cramer (Hrsg.), Jahrgang 1897, S. 1000
7. 1 2 3  Heike Brett: Die Grabstellen der Ziegeleibesitzer auf dem Friedhof am Weinberg in Rathenow (PDF; 1,6 MB), abgerufen am 29. Oktober 2022
8. ↑  Deutsche Digitale Bibliothek: Abbruch der früheren Ziegelei Matthes in Rathenow 1920–1921
9. ↑  Dirk Schumann, Ernst Badstübner (Hrsg.): Backsteintechnologien in Mittelalter und Neuzeit, ISBN 978-3-931836-27-6, S. 268–270

Koordinaten: 52° 35′ 30″ N, 12° 20′ 0,4″ O